# Ольмеки

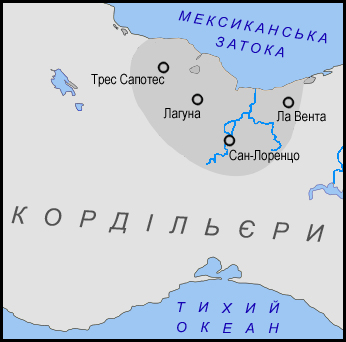
Міста ольмеків

Ольме́ки (ісп. olmeca, англ. olmec) — один зі стародавніх народів Центральної Америки, які мешкали на території сучасної Мексики в доколумбову епоху. Перша відома цивілізація Центральної Америки, що досягла розквіту між 1250 і 400 роками до н. е. Територією поширення ольмеків була більша частина сучасного мексиканського штату Веракрус й східна частина штату Табаско, проте пам'ятки культури ольмеків знаходять і в інших регіонах. Елементи культури ольмеків запозичили наступні цивілізації регіону.

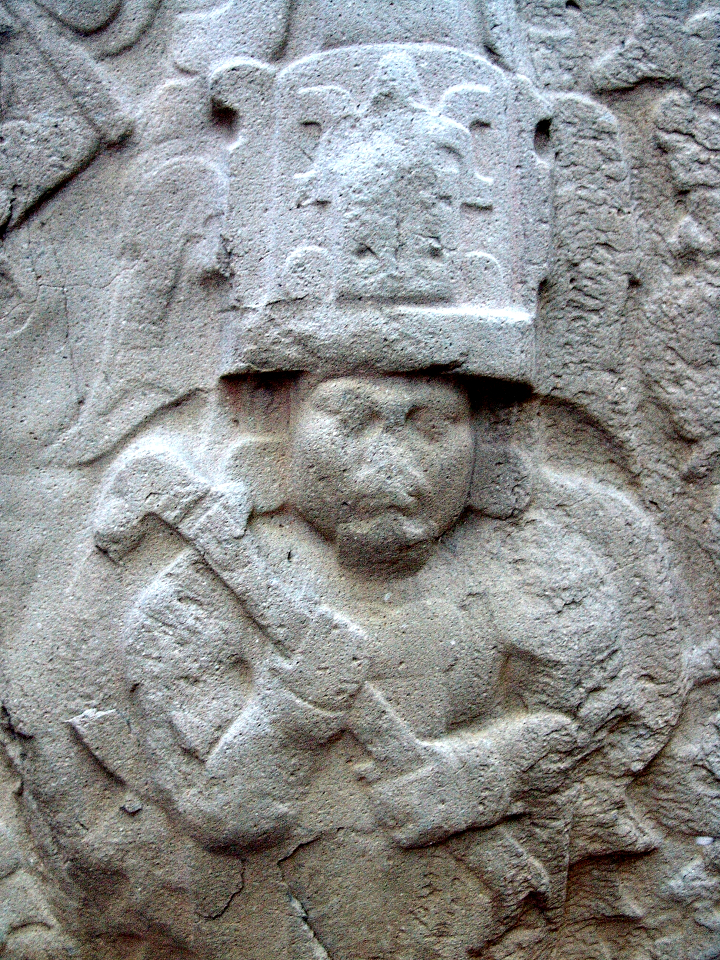
Цар (або жрець). Барельєф з Ла-Венти

## Історія відкриття й досліджень
У 1862 році в селі Трес-Сапотес Хосе Марія Мельгаром-і-Серрано знайшов колосальну кам'яну голову. Проте знахідку не було добре задокументовано і про неї не знали за межами Мексики.
1925 року двоє французьких археологів — Франс Блом та Олівер Ла Фарж, відкрили місто ольмеків Ла-Вента, а саме колосальні кам'яні голови, вівтарі та стели. Спершу вони приписали ці монументи ацтекам. У 1938 році американський науковець Метью Стірлінг знайшов стародавнє місто Трес-Сапотес. 1939 року він же відшукав ольмецькі статуї в містечку Серро де Лас Месас. 1945 року Стірлінг відкрив одну з ольмецьких столиць — місто Сан-Лоренсо-Теночтітлан. Його колеги Кларенс Веянт і Філіп Дракер віднесли знайдену там кераміку до раннього періоду історії мая. З 1940 по 1947 рік знахідки описувалися в журналі «National Geographic», що привернуло до них увагу по світу. Головні розкопки під час Другої світової війни проводив Дракер. Він дослідив Ла-Вента, прокопавши декілька траншей, і виявив окрім іншого гробницю з базальтових колон. Завдяки його знахідкам Альфонсо Касо в 1942 році заявив про ольмеків як «материнську культуру» Месоамерики. Дракер потім пішов до війська і його роботу продовжив у 1943 Вальдо Ведель.
До 1953 було відомо вже 80 археологічних пам'яток ольмеків. Генріх Берлін окреслив південні та східні межі їхньої території. В 1955 році провели перше радіовуглецеве датування ольмецьких артефактів, яке дозволило оцінити їхню давність між 3110-2130±300 років до н. е. В 1958 Альфонсо Маделлін Зеніл знайшов третій великий центр ольмецької цивілізації, Лагуна-де-Лос-Керрос. Майкл Дуглас Коу та Річард Діль розпочали в 1966 році велике дослідження Сан-Лоренсо, що дозволило більше дізнатися про господарство ольмеків.
Хоча фактична етнолінгвістична належність ольмеків залишається невідомою, у 1968 році Майкл Дуглас Коу припустив, що ольмеки були попередниками мая. Впродовж 1970-х значних розкопок пам'яток ольмеків не відбувалося. В 1980-і було знесено багато будинків у Ла-Венті, а їхніх жителів переселили, щоб розчистити місце для наступних розкопок, де знайшли фундаменти давніх будинків. У 1987 в околицях міста також відшукали збережені в болотистій місцевості дерев'яні вироби ольмеків.
Наприкінці 1980-х серед дослідників ольмеків тривали суперечки чи слід ототожнювати археологічну культуру ольмеків з «ольмецьким стилем» артефактів, або ж «ольмецький стиль» мали й інші культури. В 1995—1996 досліджувалися гірські святилища ольмеків.

## Походження назви
Назва ольмеки походить з мови ацтеків науатль, від «ольмекатль» що дослівно значить «люди з країни каучуку». Саме ацтеки дали таку назву місцевому населенню, що жили на південному узбережжі Мексиканської затоки в XI—XVI ст. н. е. Коли дослідники виявили в джунглях Месоамерики руїни невідомої цивілізації, вони назвали їхніх творців ольмеками. Проте ольмеки, що були сучасниками ацтеків, насправді належали до інших народів. Як саме називав себе народ археологічної культури ольмеків — невідомо.
Назва «ольмеки» закріпилася в дослідженнях наприкінці 1920-х — початку 1930-х років щодо стилю скульптурних зображень з характерними «ягуаровими» та «дитячими» обличчями. В міру подальших знахідок артефактів, об'єднаних спільними мотивами, до 1940-х оформилося уявлення про «ольмецьку культуру».

## Розвиток
Формування спільності ольмеків почалося щонайраніше в 1700-х роках до н. е. Об'єднання завершилося близько 1200 року до н. е., утворивши першу велику соціополітичну групу Месоамерики.
Між 650 і 500 роками до н. е. у ольмеків поширилася писемність. Відомі два великих міста ольмеків, які розташовувалися на місці сучасних міст Сан-Лоренсо і Ла-Вента. Сан-Лоренсо процвітало на великому острові в річці приблизно з 1200 до 900 року до н. е. Близько 400 року до н. е. Ла-Вента занепало і зрештою його покинули. В цей час класична ольмецька культура закінчилася, хоча нащадки ольмеків все ще жили в регіоні.
Ймовірно, ольмеки занепали через надмірну спеціалізацію свого господарства, що вирощувало обмежений набір рослин. Виверження вулкана, що могло покрити регіон попелом або змінити русло важливої річки, було б згубним для народу ольмеків. Можливий і внутрішній конфлікт або фатальні наслідки підсічно-вогневого землеробства.
На місці ольмецької культури постала епіольмецька, що стала перехідною ланкою до веракруської культури, котра почала процвітати на північ від ольмецьких земель приблизно через 500 років. Хоча її місто Трес-Сапотес ніколи не досягало величі Сан-Лоренсо чи Ла-Вента, воно було найважливішим містом свого часу в регіоні. Пізніші цивілізації, такі як ацтеки та мая, зазнали сильного впливу ольмеків.

## Господарство

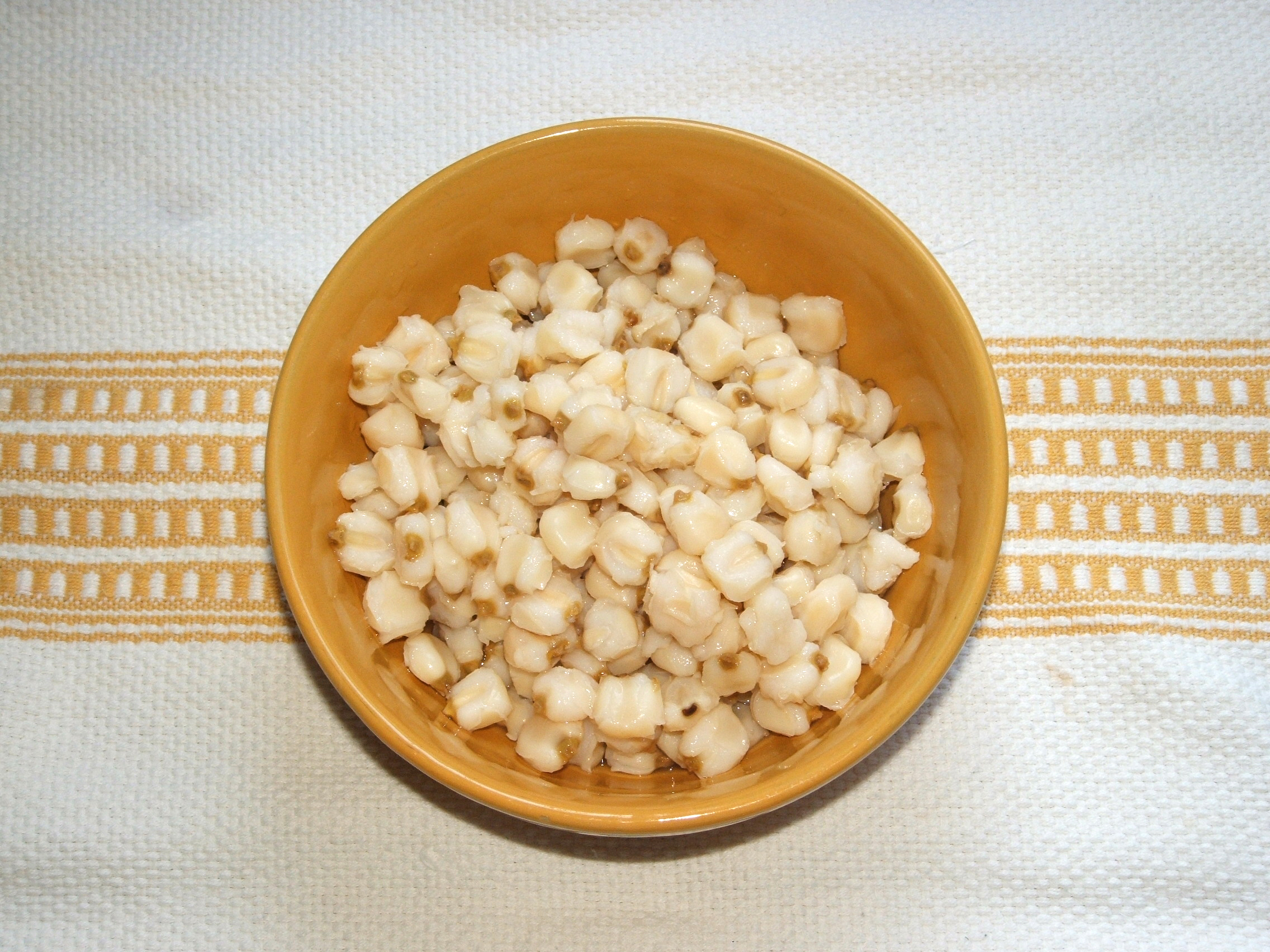
Сучасна каша з нікстамалізованої кукурудзи

Ольмеки займалися полюванням, рибальством і землеробством. Фрукти та овочі (кабачки, боби, маніока, батати та помідори) доповнювалися рибою, черепахами, зміями та молюсками з прилеглих річок, а також крабами та молюсками на морському узбережжі. Ольмеки полювали на свиней пекарі, опосумів, єнотів, кроликів і оленів. Крім того ольмеки їли собак. Кукурудза та квасоля стали пізнішим доповненням до їхнього раціону. Важливою частиною дієти ольмеків були нікстамалізовані кукурудзяні зерна (замочені в лужному розчині подрібнених черепашок, вапна чи попелу, що полегшує їхнє лущення та підвищує харчову цінність).
Процвітання ольмеків базувалося на використанні родючих і добре зволожених прибережних районів Мексиканської затоки, де врожай збирали двічі на рік. Населення було доволі великим як для свого часу — одночасно проживало приблизно 32 тис. ольмеків. Ольмецькі житла однокамерні, основою слугували чотири стовпи, між якими зводилися земляні стіни і накривалися дахом. Будинки часто поміщалися на штучних насипах. У підлозі містилася яма для зберігання припасів.
Близько 1200 року до н. е. виникли значні міські центри на території сучасних міст Сан-Лоренцо, Ла-Вента, Лагуна-де-лос-Серрос, Трес-Сапотес і Лас-Лімас. Сан-Лоренсо досяг свого піку процвітання та впливу між 1200 і 900 роками до н. е., коли його стратегічне розташування, убезпечене від повеней, дозволило контролювати місцеву торгівлю. Ольмеки обробляли обсидіан, нефрит, серпентин, слюду, виготовляли каучук, кераміку. Вони не вміли обробляти метали, натомість використовували різноманітні кам'яні, кістяні та дерев'яні знаряддя.
Ольмеки розвинули широку торговельну мережу, і між 1100 і 800 роками до н. е. їхній культурний вплив поширився на північний захід до долини Мехіко та на південний схід до частини Центральної Америки.

## Культура

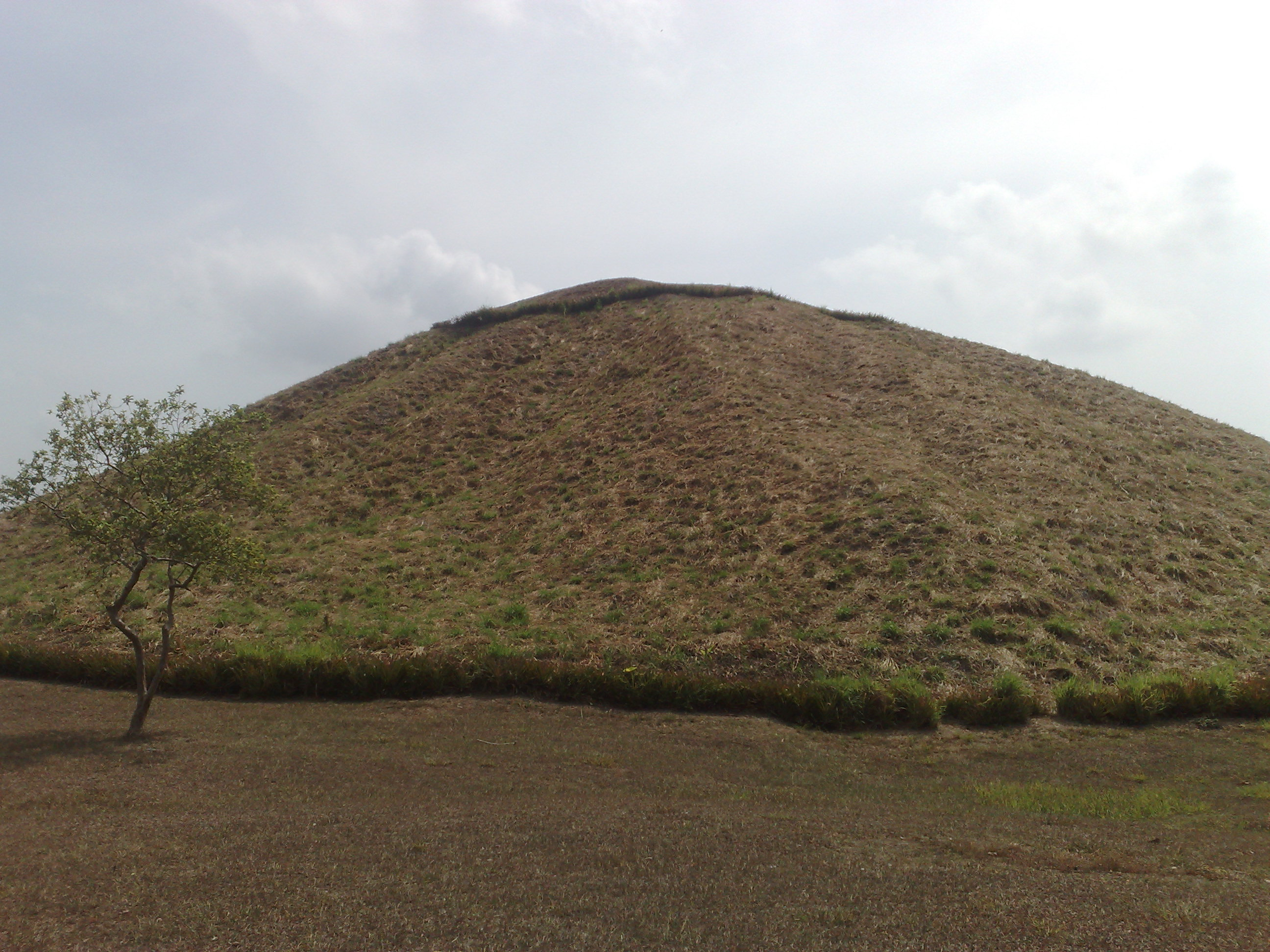
Південна сторона піраміди в Ла-Вента

Ольмеки відомі своїми скульптурами та стелами, зробленими з каменю, і керамічними виробами. Вони також будували земляні кургани та піраміди. Їхні найвідоміші артефакти — це 17 кам'яних голів заввишки від 1,47 до 3,4 метра. Ймовірно, ці голови зображали правителів. Вони мають характерні риси: пласкі обличчя з товстими губами, у головних уборах, схожих на шоломи. Іншим скульптурам характерні масивні риси обличчя, очі з важкими повіками та опущені роти. Такі зображення ще називають «ягуарами-перевертнями». Ольмеки вміли виготовляти дзеркала з полірованого каменю ільменіту та магнетиту. Цивілізації мая, сапотеків, тотонаків і теотіуаканів запозичили риси ольмецького мистецтва.
Про релігію ольмеків відомо мало, проте відомо, що вони виконували обряди в печерах. Важливими гірськими святинями ольмеків були Ель-Манаті, Чалкацінго та Окстотітлан. Імена богів ольмеків невідомі, історики використовують їхні номерні позначення. Можна виділити 8 богів з характеристиками: дракон, птах-монстр, риба-монстр, бог зі смугастими очима, бог кукурудзи, бог води, перевертень-ягуар і пернатий змій. Дракон символізує землю, птах-монстр — небо, а риба-монстр — підземний світ. В ольмецьких віруваннях четверо карликів підтримували небо. Бог-ягур можливо був верховним богом. Більшість ольмецьких богів перетворилися на головних божеств пізніших цивілізацій.
Ймовірно, священними тваринами вважалися ягуари, орли, каймани, змії та акули; причому ольмецьким правителям могла приписуватися здатність до перетворення на цих тварин. Можливо, ольмеки були засновниками месоамериканської гри з м'ячем, церемоніального командного виду спорту, в який протягом століть грали по всьому регіону. Існують опосередковані свідчення, що ольмеки практикували ритуальні кровопускання. Хвостові шипи скатів і кам'яні шила, що імітують їхню форму, могли використовуватися з цією метою.
Ольмеки, можливо, були першою цивілізацією в Західній півкулі, яка розробила систему писемності, що датується 900 роком до н. е. Ольмеки знали концепцію нуля, який позначався символом мушлі і використовувався в календарі довгого рахунку як заповнювач порожнього місця.

## Версія африканського походження ольмеків

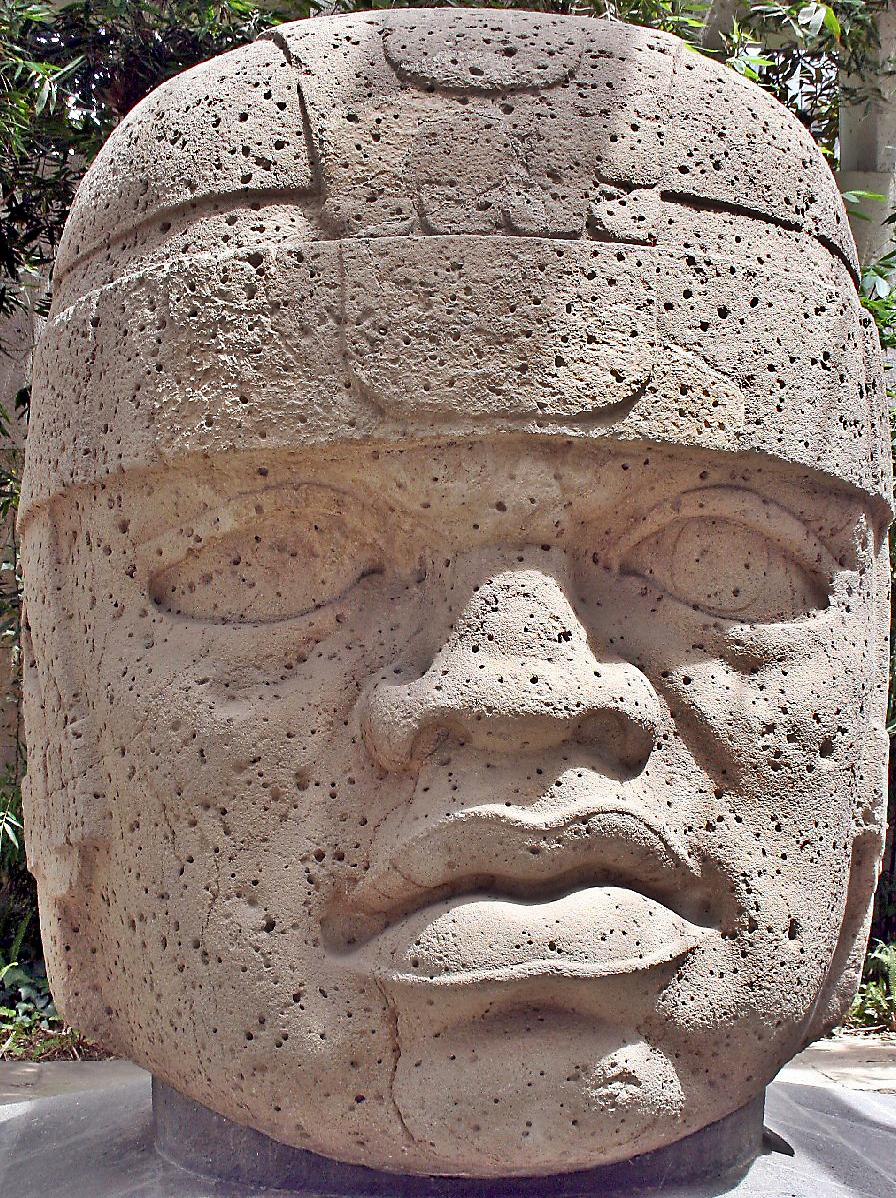
Голова з Сан-Лоренсо

Походження ольмеків та причини занепаду їхньої цивілізації не з'ясовано.
У 1862 році антрополог Хосе Марія Мельгар-і-Серрано описав кам'яну голову як «африкоїда». У 1887 році Альфредо Чаверо погодився з ним, але також пішов далі та витлумачив різьблення на голові як можливо китайське. Ідеї про африканське походження ольмеків сприяв експеримент Тура Хеєрдала, що плаванням на кораблі «Ра II» довів принципову можливість давніх подорожей між Старим і Новим світом. Втім, він приписував ольмекам нордичне походження.
У 1976 році Іван Ван Сертіма припустив, що цивілізації Нового Світу зазнали сильного впливу з Африки. Перший і найважливіший контакт, як стверджував він, відбувся між нубійцями та ольмеками в 700 році до н. е. Проте, жодного справжнього африканського артефакта ніколи не було знайдено під час археологічних розкопок у Новому Світі. Величезні голови, які нагадують стереотипних «негроїдів», сильно відрізняються від вигляду нубійців, які мають довгі високі носи. Деякі історики називають гіпотезу африканського впливу на ольмеків расистською, оскільки вона стверджує про нездатність місцевого населення створювати власні цивілізації без «стороннього втручання».
Дослідження ДНК корінних жителів Америки засвідчують, що всі вони мають спільних предків, які прийшли з Сибіру приблизно 25 тис. років тому. Вигляд ольмецьких скульптур зумовлений стилістикою, і його не слід сприймати як достовірне зображення людей.

## Галерея

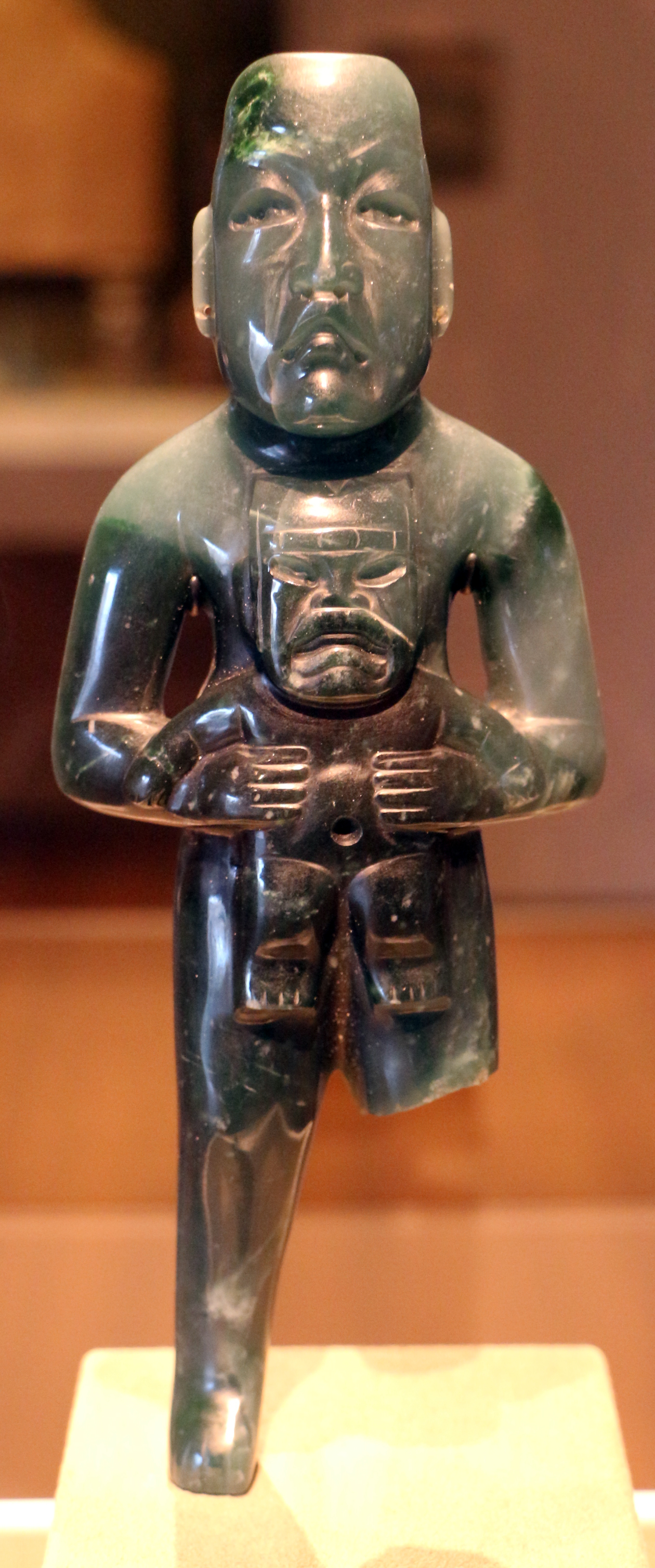
Скульптура з фігуркою божества
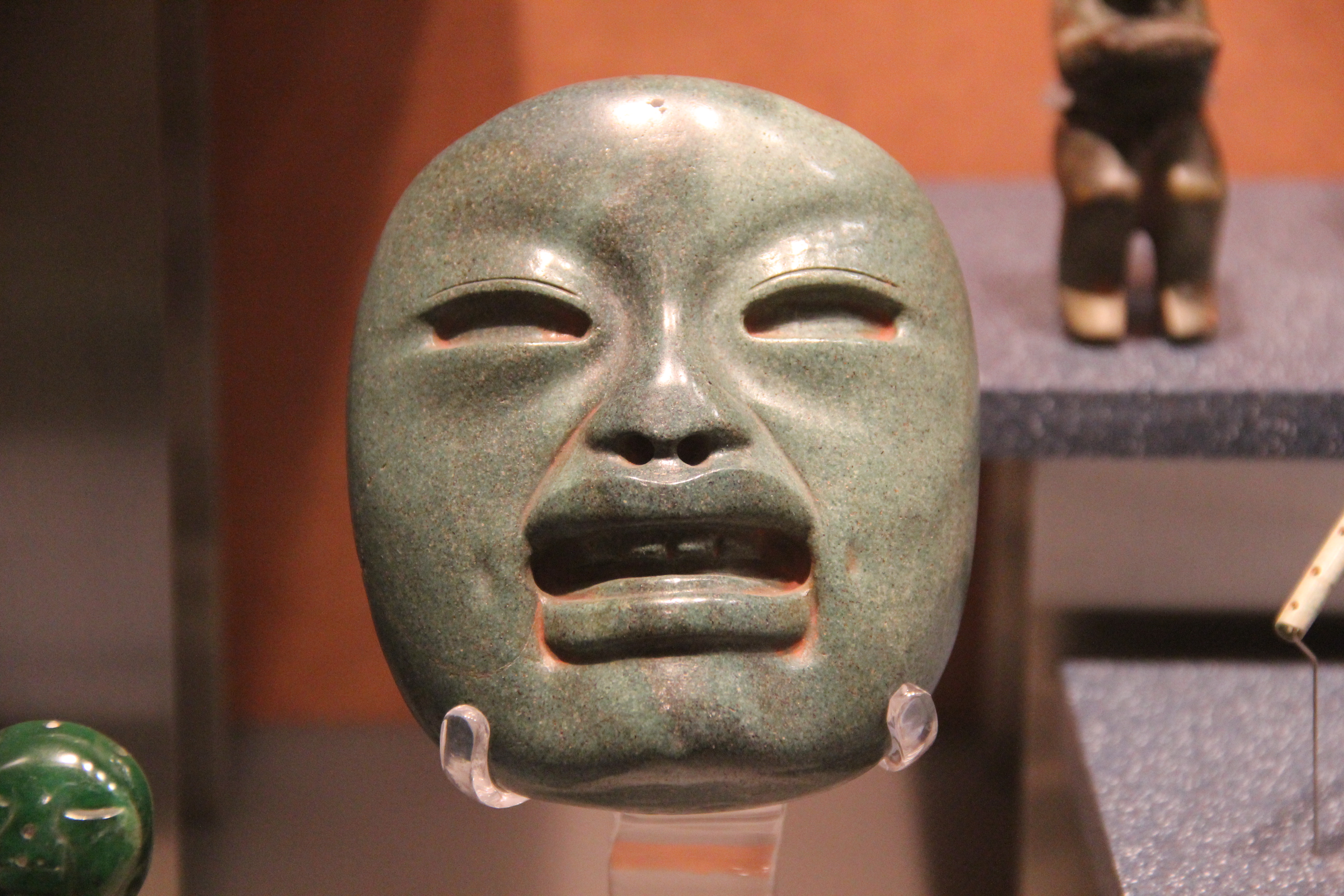
Ольмецька кам'яна маска
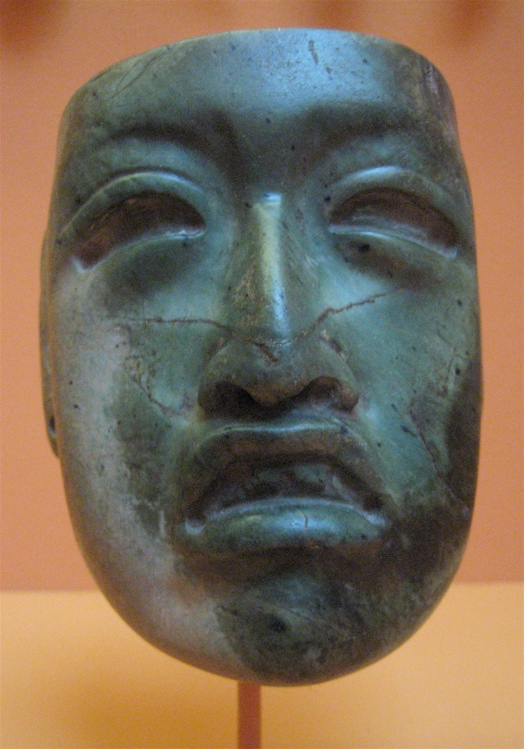
Ольмецька кам'яна маска
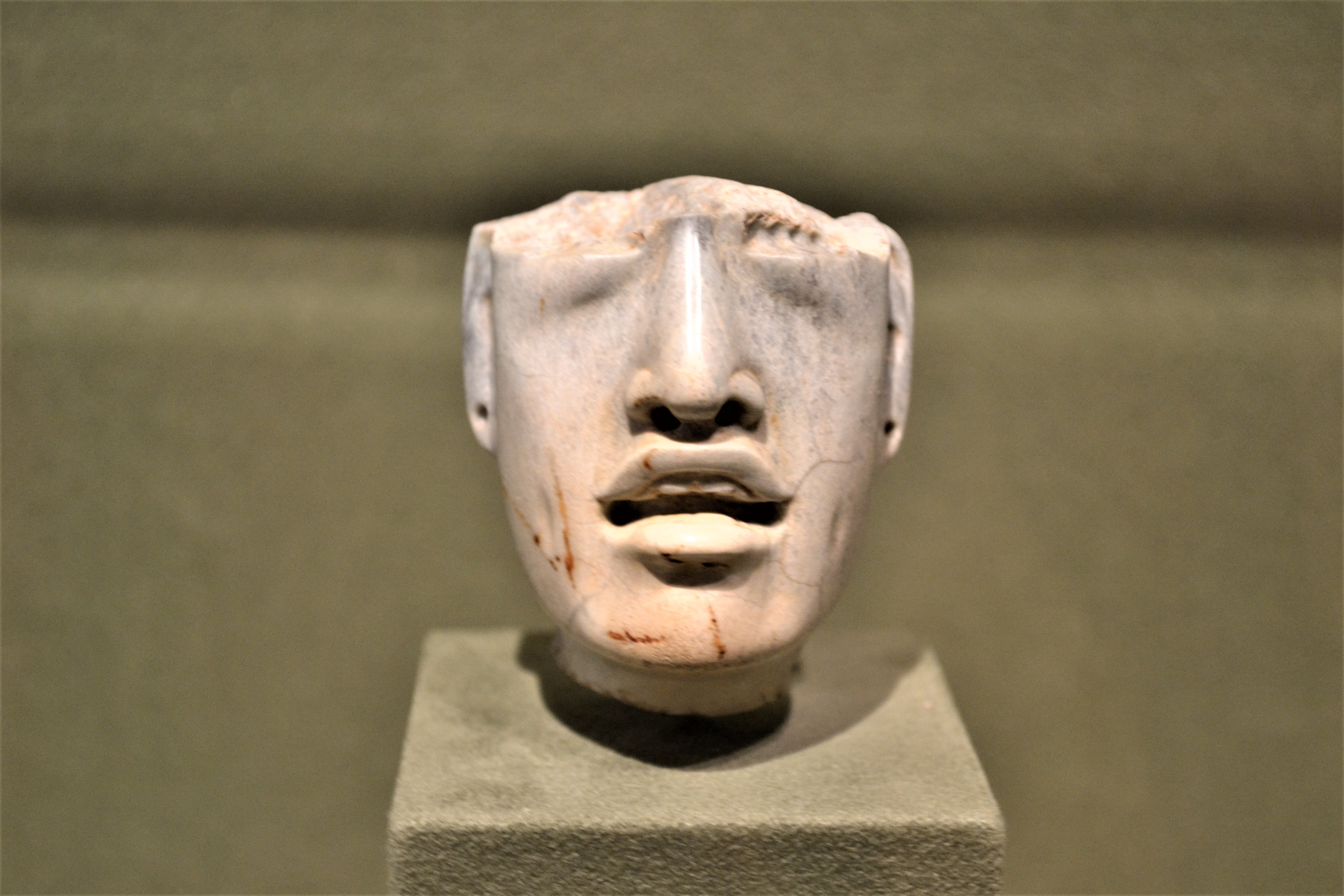
Фрагмент скульптури
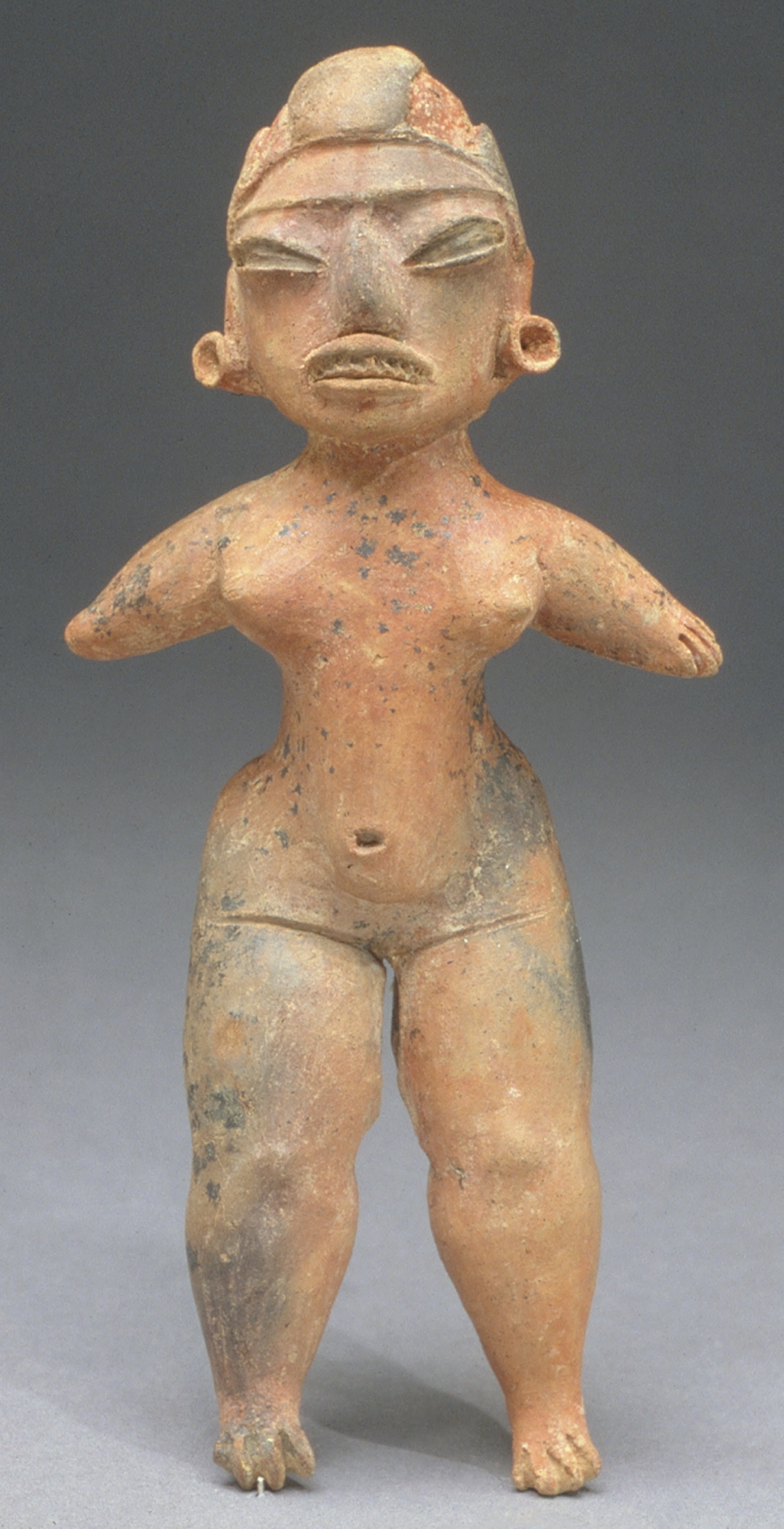
Скульптура жінки
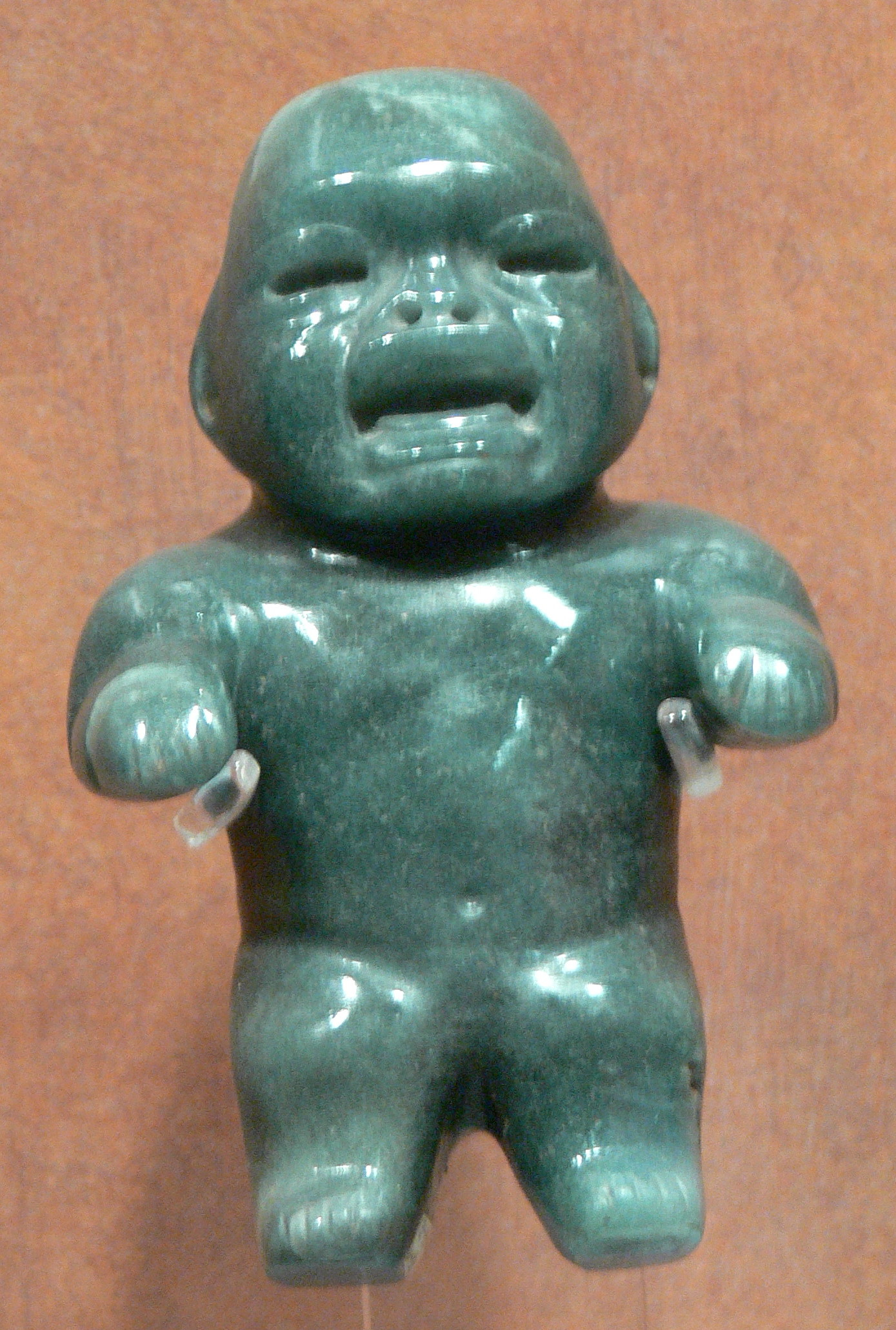
Фігурка дитини
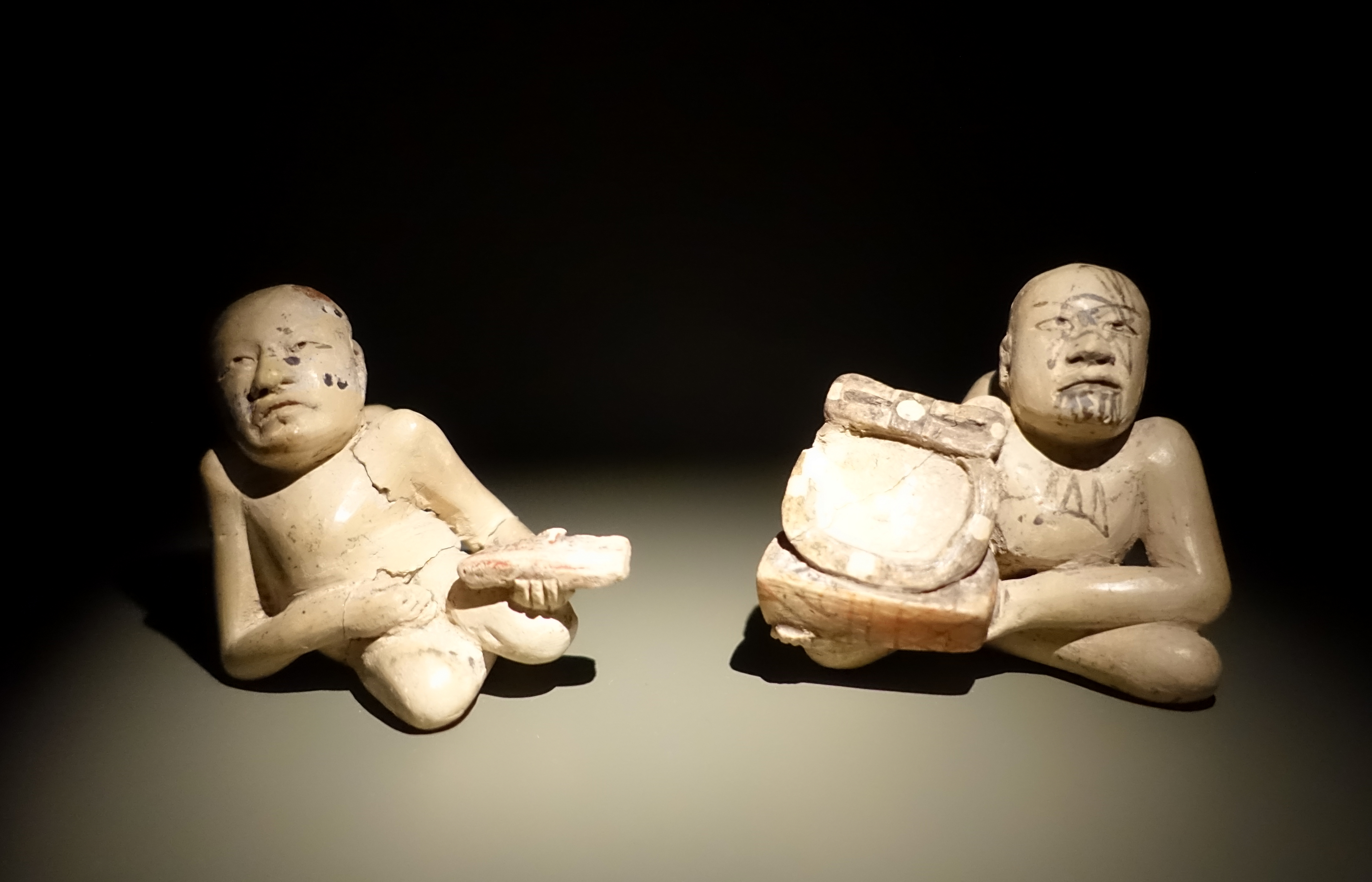
Скульптури "горбанів"
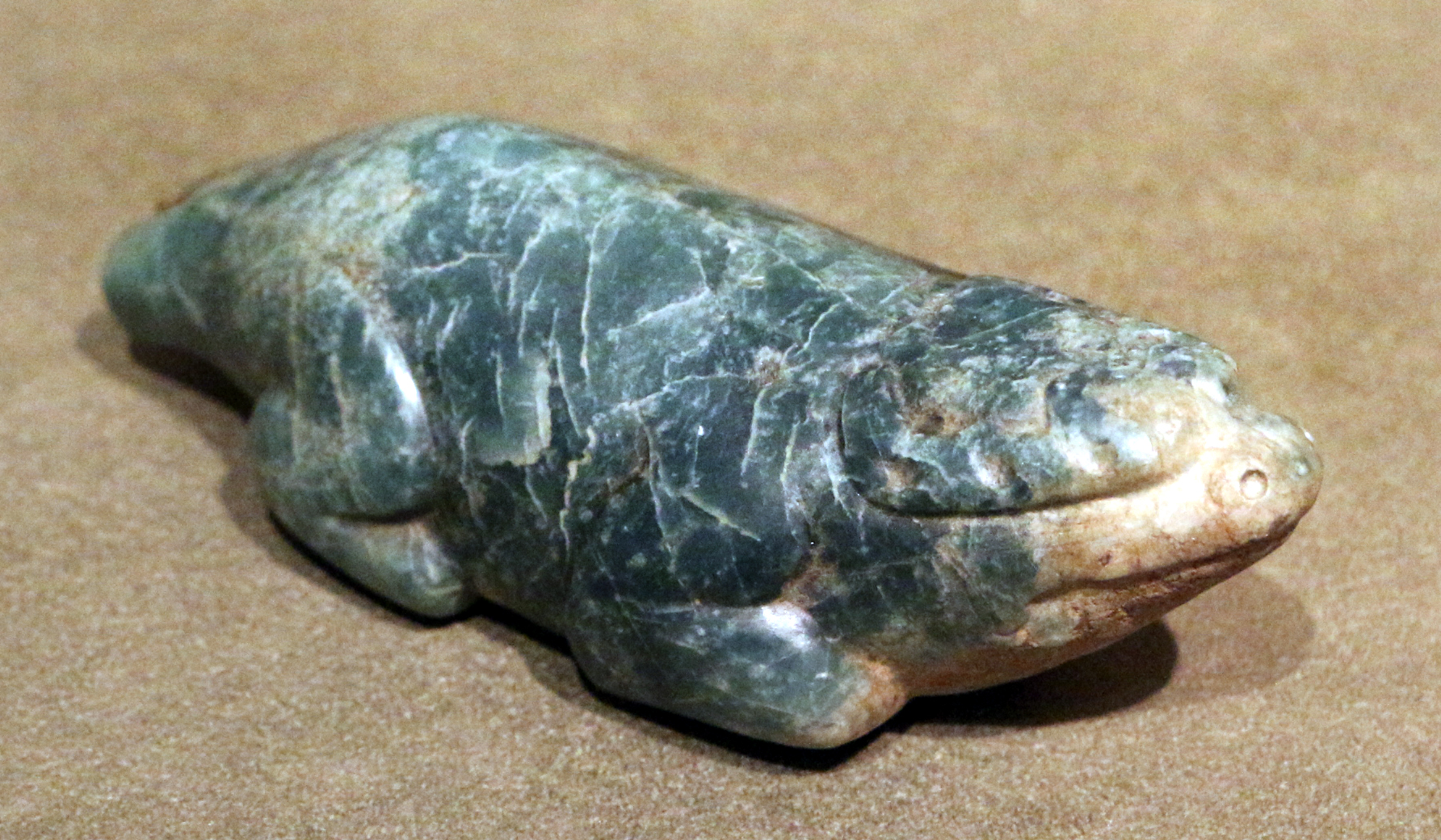
Скульптура ігуани
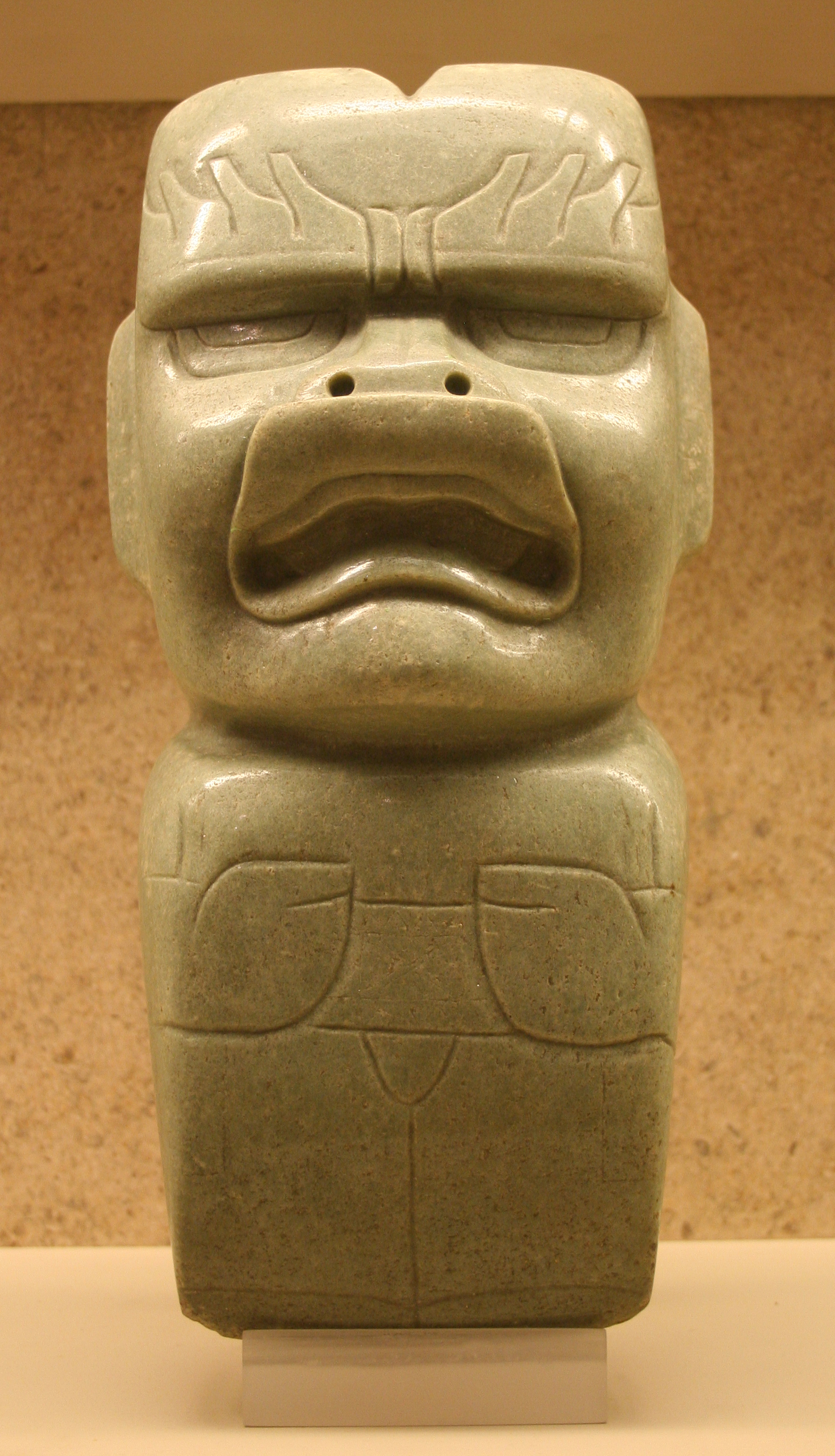
Лезо кам'яної сокири
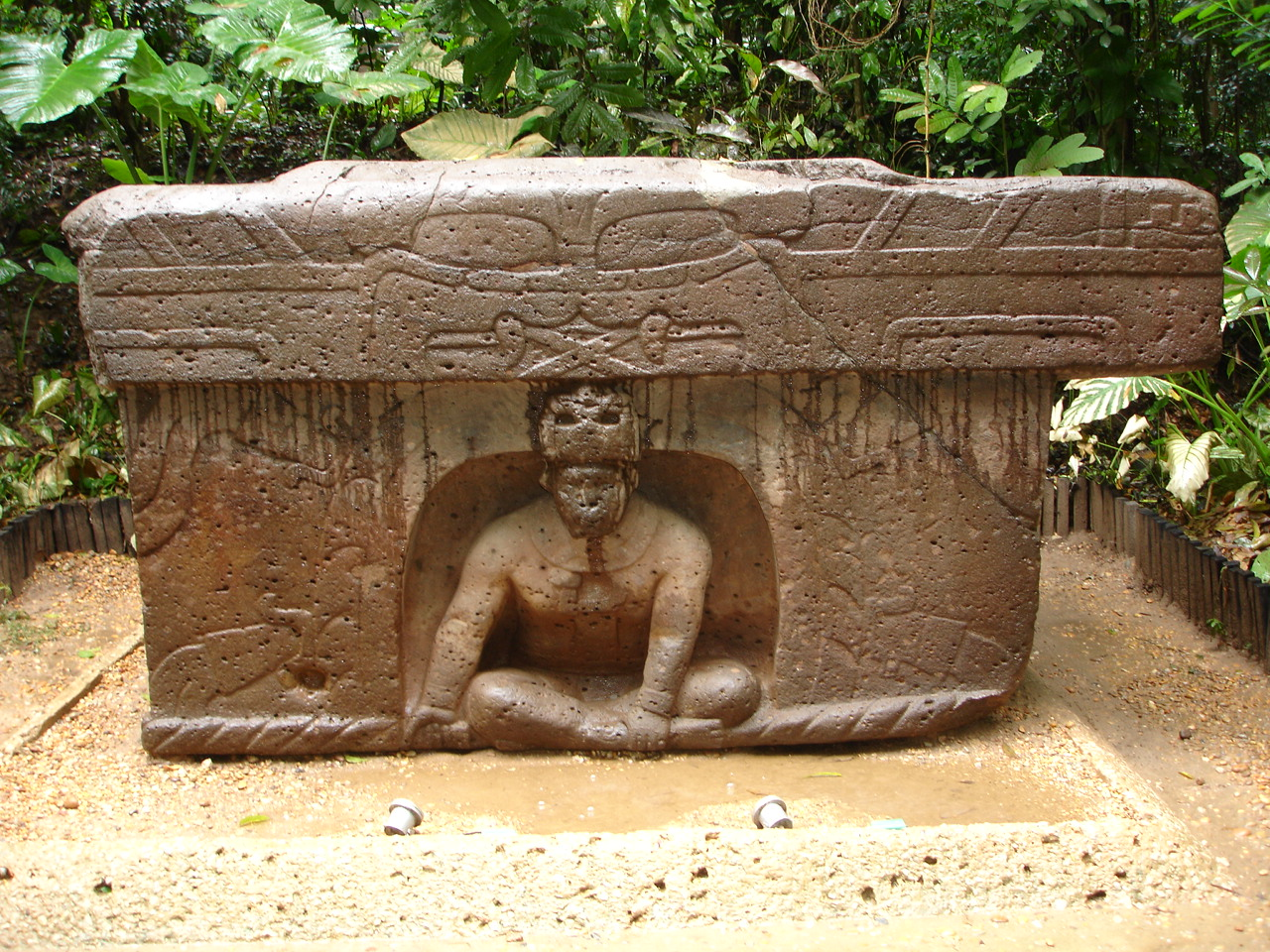
Кам'яний вівтар
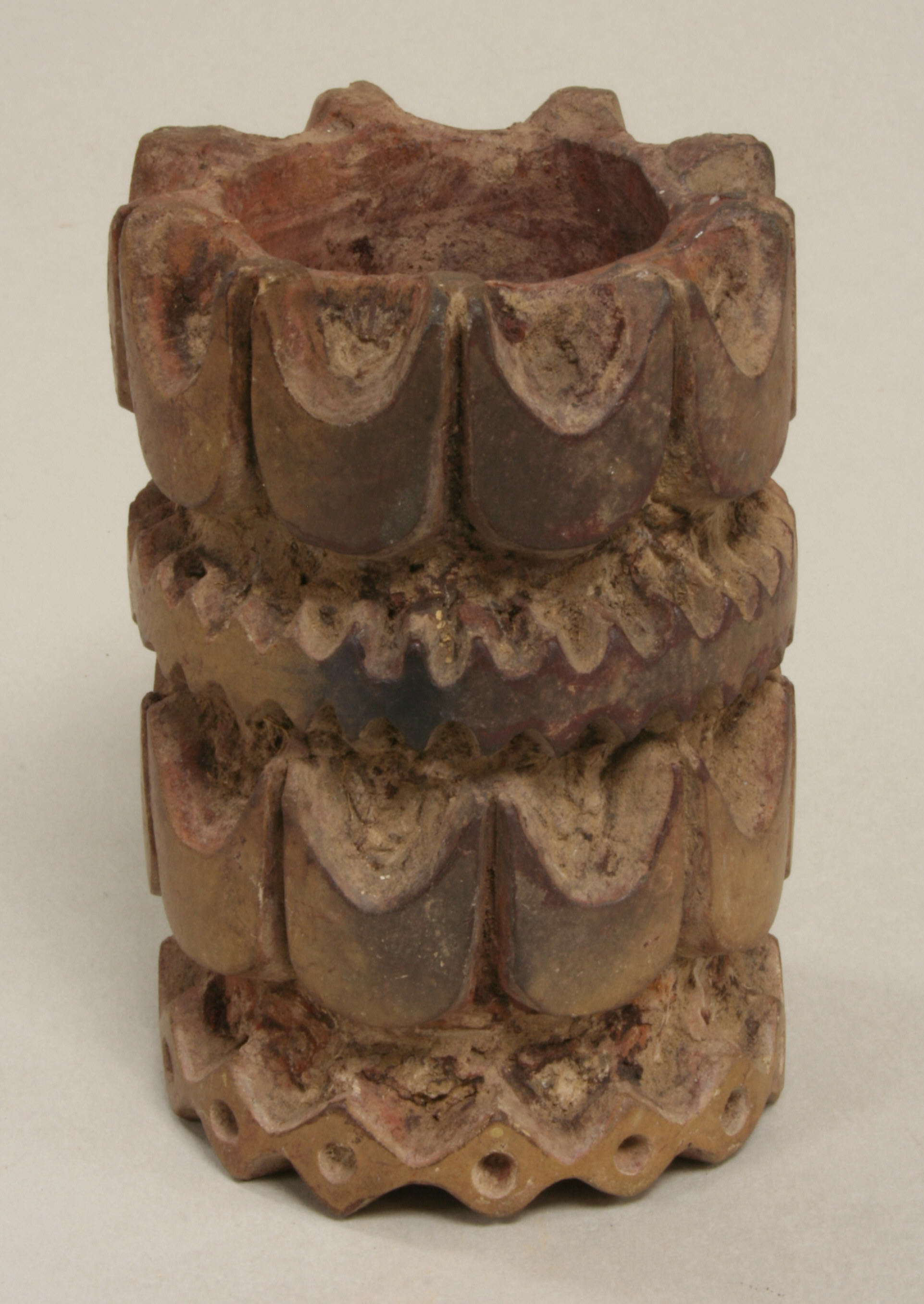
Циліндрична печатка
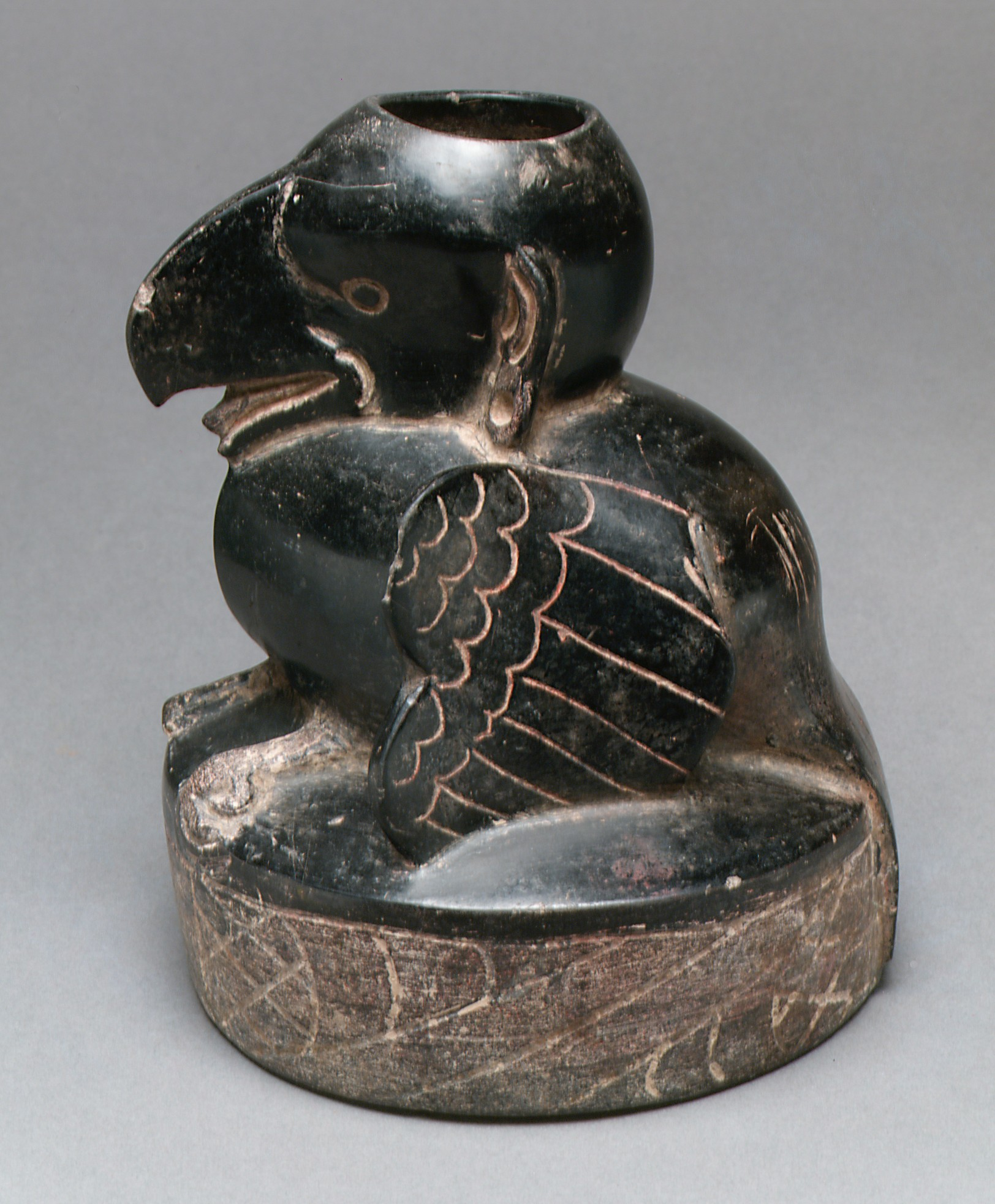
Керамічна посудина в формі птаха
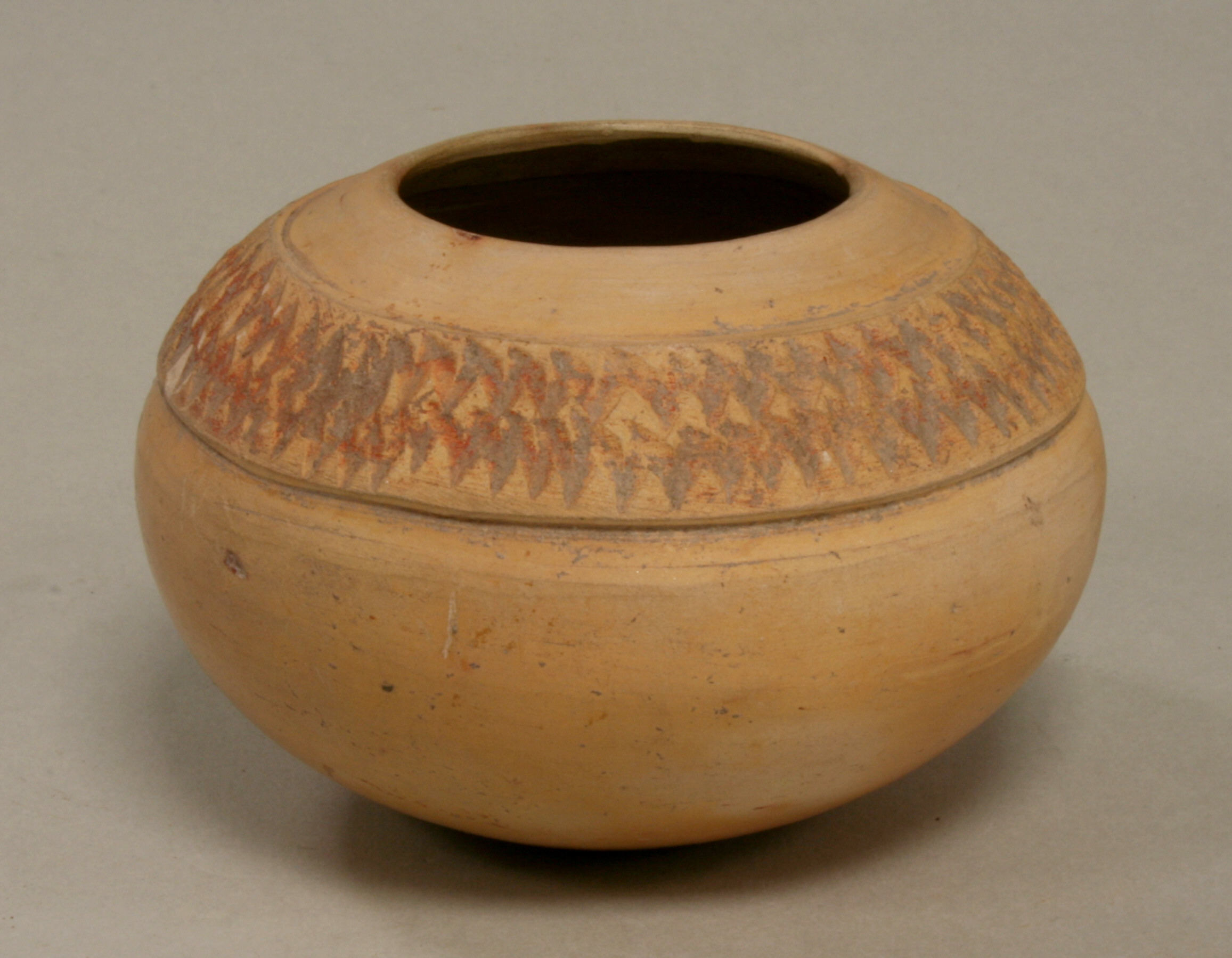
Керамічний глек
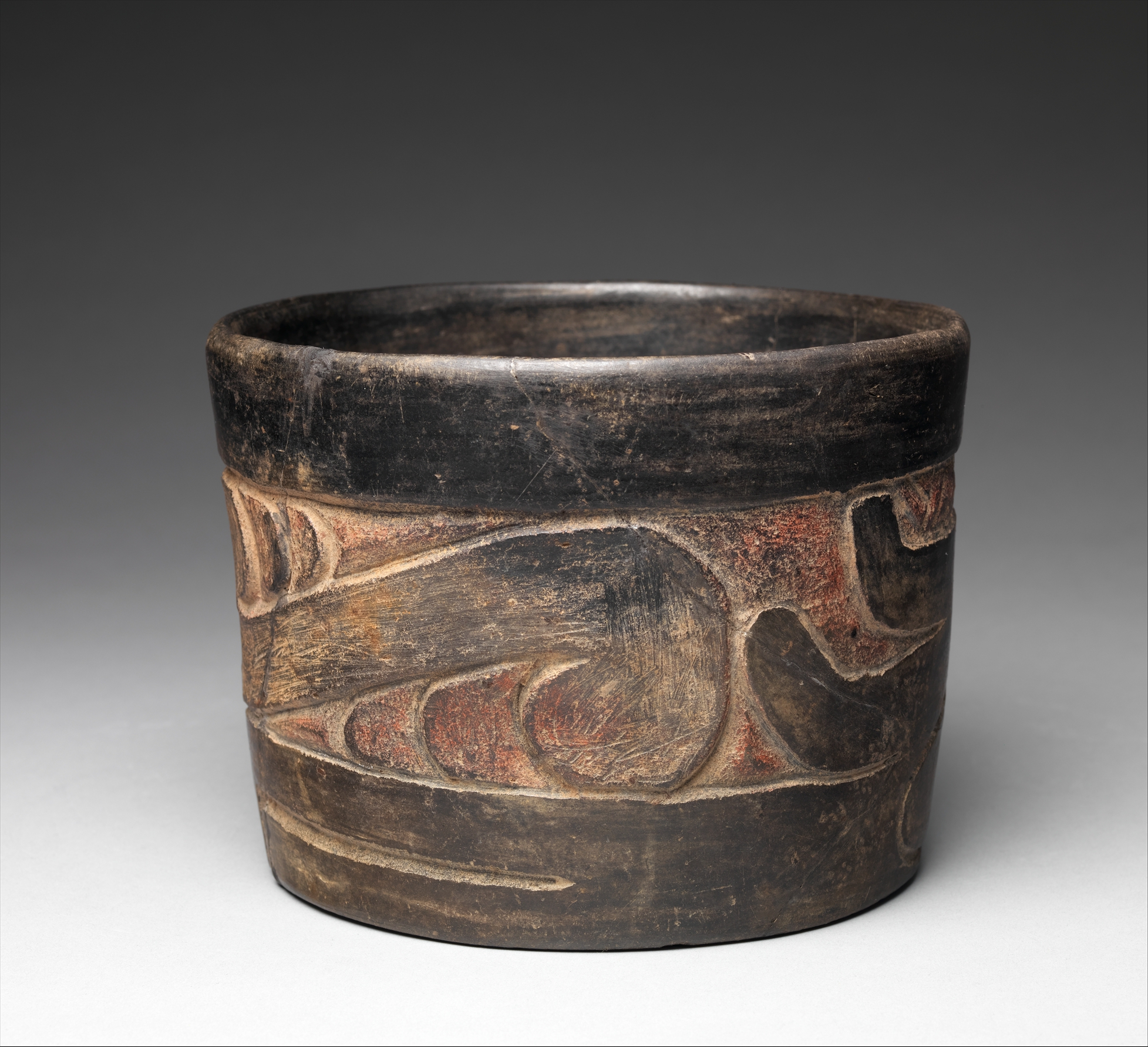
Керамічна чаша
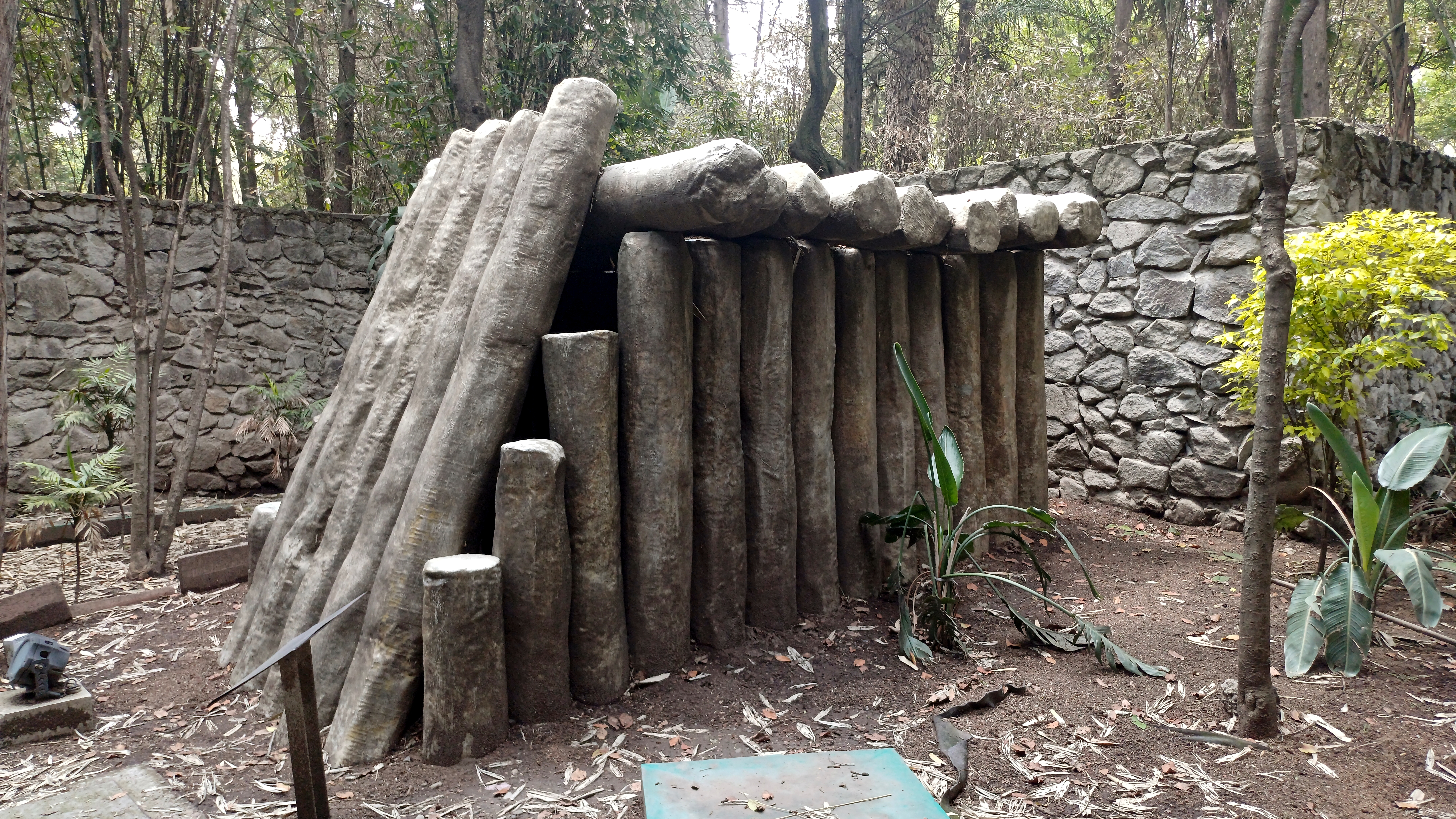
Ольмецька кам'яна гробниця (сучасна репліка)
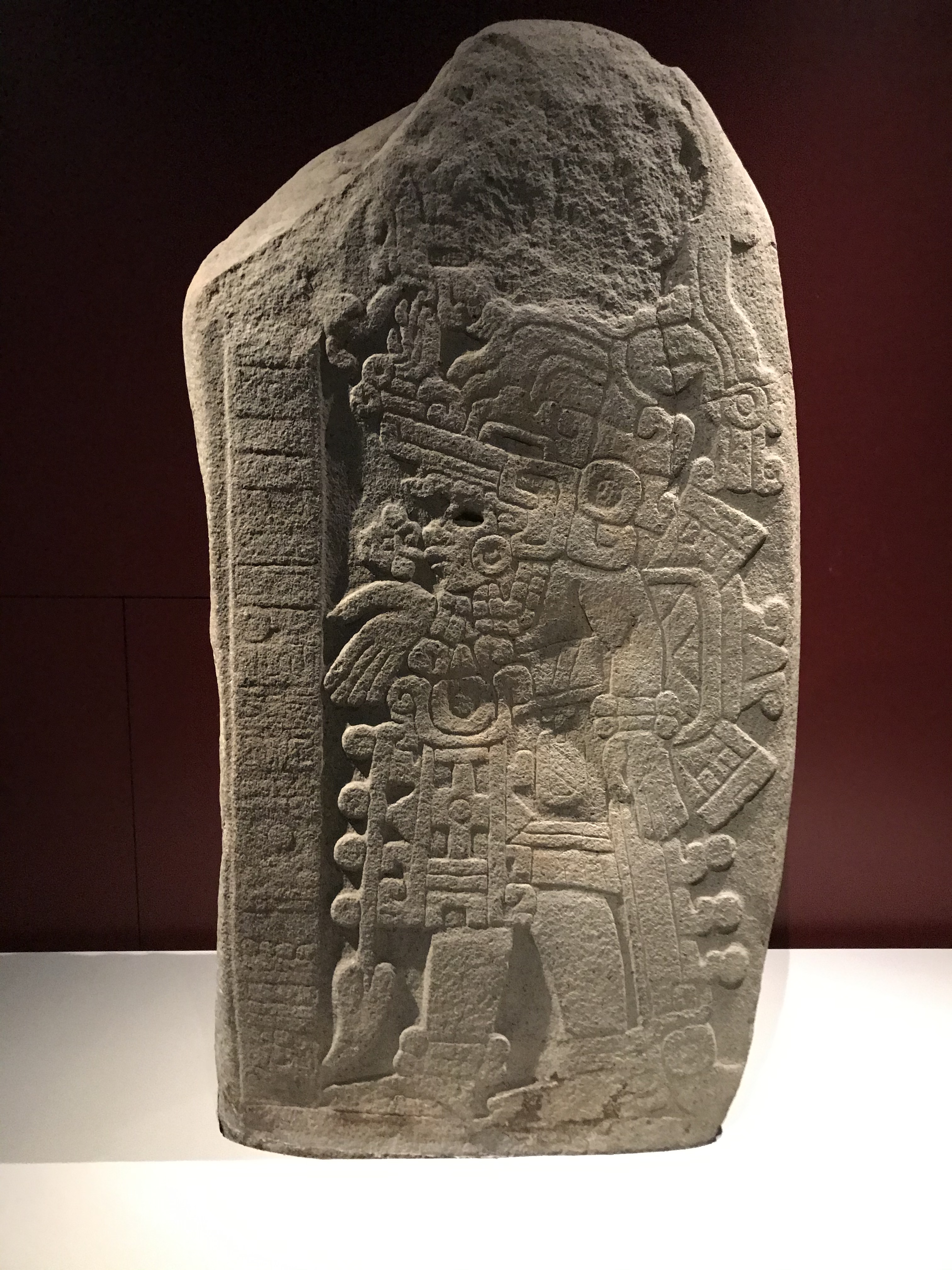
Кам'яна стела з барельєфом
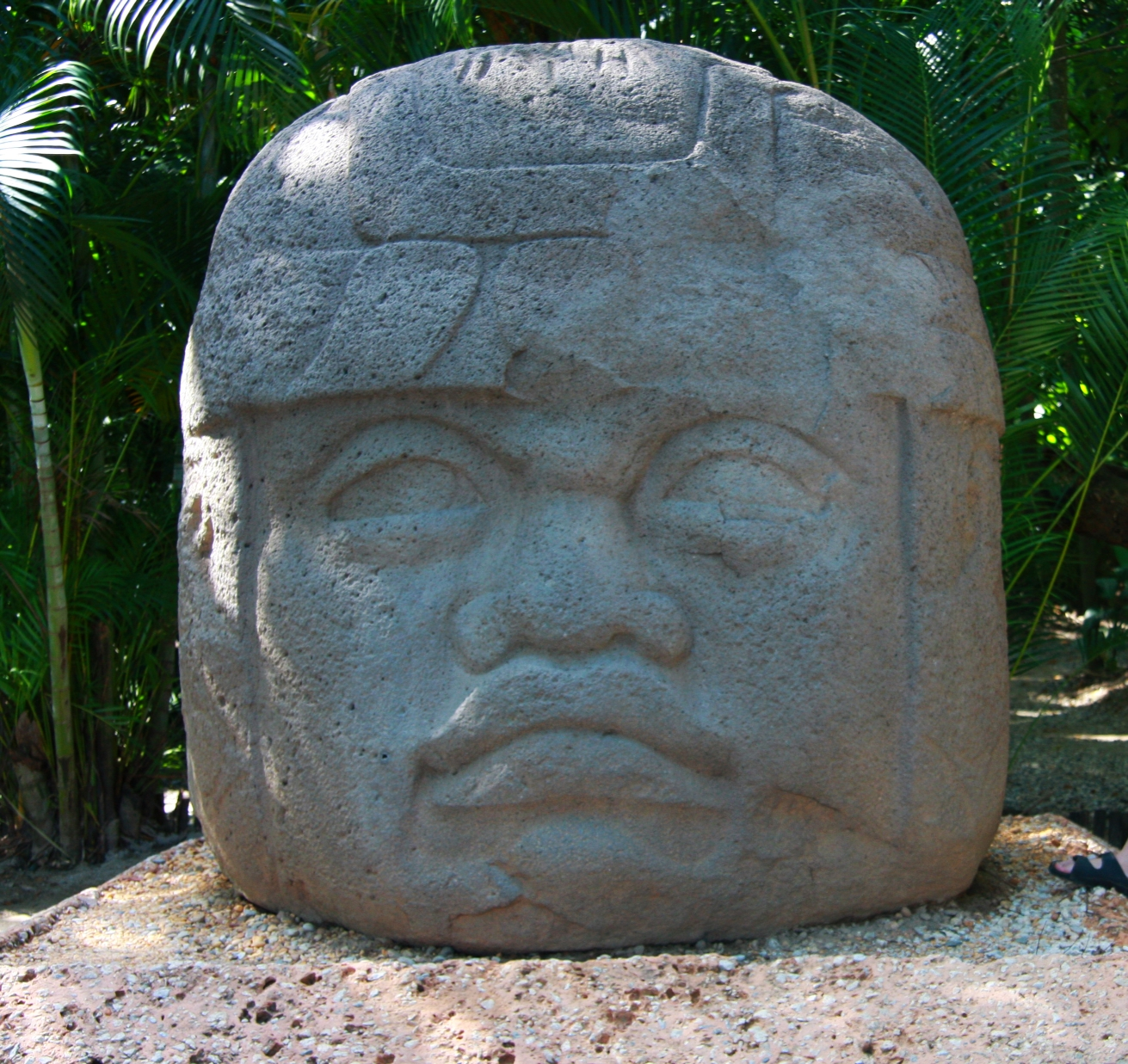
Кам'яна голова з Ла-Вента
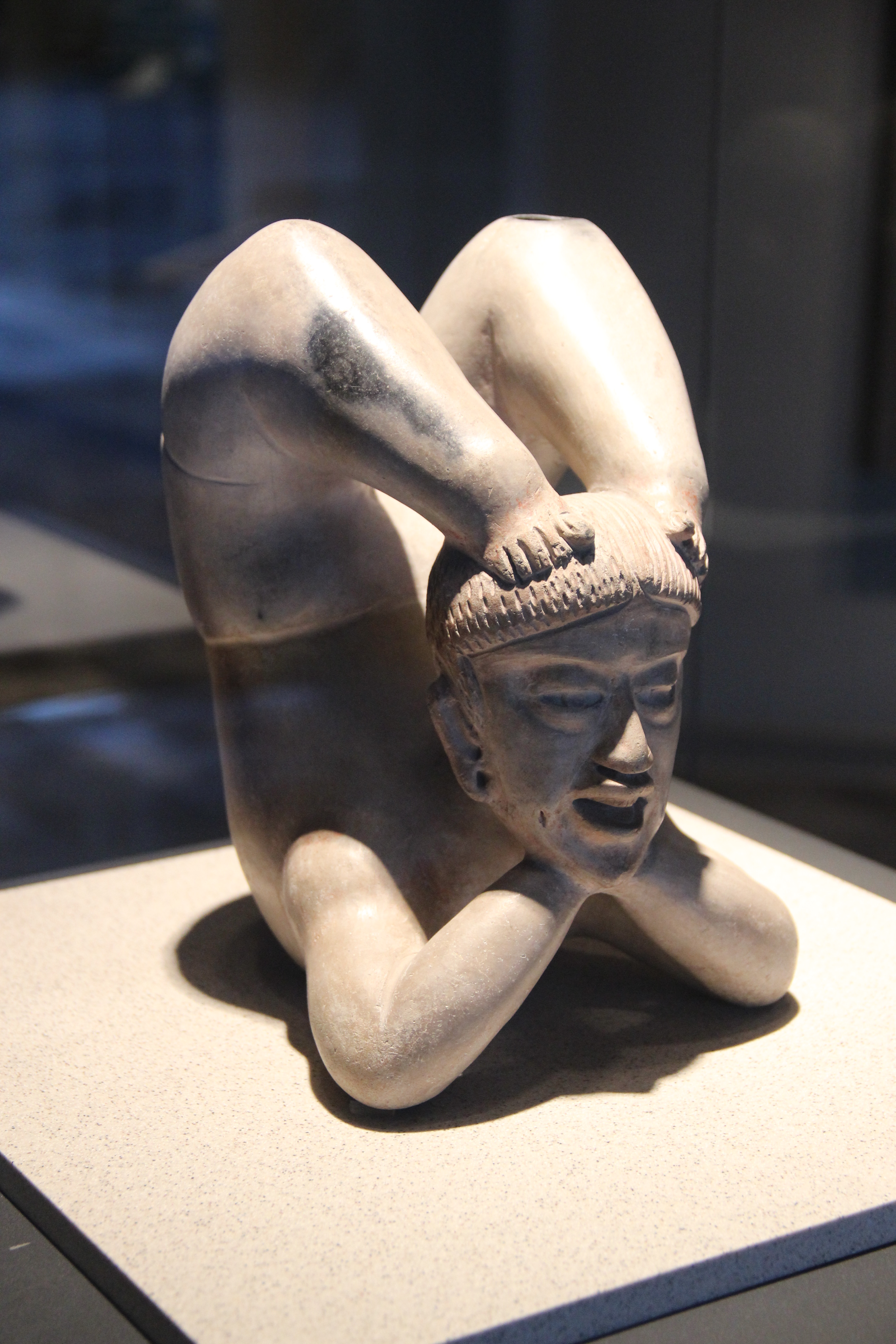
Глиняна фігурка акробата культури Тлатілко, створена під впливом ольмецького мистецтва